# Ökenopossumråtta
Ökenopossumråtta (Caloprymnus campestris) är en utdöd pungdjursart som först beskrevs av John Gould 1843. Caloprymnus campestris var den enda arten i släktet Caloprymnus inom familjen råttkänguruer. IUCN kategoriserar arten globalt som utdöd. Inga underarter fanns listade.
Enligt en molekylärgenetisk studie från 2004 skildes ökenopossumråttan från de andra råttkänguruerna för cirka 16 miljoner år sedan.

## Utseende
Arten påminde om en hare med något kortare öron och lång svans. Den nådde en kroppslängd (huvud och bål) av 25 till 28 cm, en svanslängd av 30 till 38 cm och en vikt mellan 650 och 1050 gram. Pälsen var på ovansidan ljus gulbrun och på buken vit. Som hos flera kängurudjur var de bakre extremiteterna tydlig längre än de främre. Svansen var bara glest täckt med hår.
Tandformeln var I 3/1 C 1-0/0 P 2/2 M 4/4, alltså 32 eller 34 tänder.

## Utbredning och habitat
Pungdjuret levde i centrala Australien i torra habitat som delvis var täckta av buskar.

## Ekologi
Djuret gick vanligen långsamt på fyra fötter men hade förmåga att skutta snabb med sina bakben. Arten var mycket uthållig och kunde hålla den höga hastigheten över 20 km. Arten vilade i bon av gräs som oftast placerades i en sänka. Födan utgjordes av växtdelar som kompletterades med några insekter.
Honor hade troligen förmåga att para sig hela året och per kull föddes en unge. Dräktigheten varade troligen en eller två månader och sedan levde ungdjuret två eller tre månader i moderns pung (marsupium). Sedan stannade ungen ytterliga en månad i moderns närhet. Könsmognaden nåddes efter 11 (honor) till 13 (hanar) månder. Den äldsta individen i fångenskap levde 13 år.

## Utdöende
Australiens ursprungsbefolkning jagade djuret för köttets skull. Efter européernas ankomst föll den dessutom offer för introducerade fiender som rävar och tamkatter. Den sista bekräftade iakttagelsen är från 1936. Obekräftade berättelser om observationer finns fram till slutet av 1970-talet.